# تری لیکس (حوزه سرشماری)، ویسکانسین
تری لیکس (به انگلیسی: Three Lakes) یک منطقهٔ مسکونی در ایالات متحده آمریکا است که در شهرستان اونیدا، ویسکانسین واقع شده‌است. تری لیکس ۶۰۵ نفر جمعیت دارد و ۵۰۶٫۸۹ متر بالاتر از سطح دریا واقع شده‌است.